# Rhypagla phlomidis
Rhypagla phlomidis là một loài bướm đêm trong họ Erebidae.